# Tanya Harrison
Tanya Harrison   (segle XX) és una científica planetària que va ser fins al març de 2023 gerent de programes científics a Planet Labs, treballant en el seu braç federal amb agències científiques per augmentar l'ús de la investigació de les dades de satèl·lit d'observació de la Terra de Planet Labs. Anteriorment, Harrison va ser el directora d'investigació de la Iniciativa de Ciència i Tecnologia Espacial de la Universitat Estatal d'Arizona i va formar part de l'equip científic dels astromòbils marcians Opportunity i Curiosity.

## Joventut i educació
Als cinc anys d'edat, Harrison va veure el programa infantil Big Bird in Japan i es va interessar per l'espai. Es va unir a l'organització local de Seattle de la Mars Society i va assistir a la 3a Conferència Internacional de la Societat de Mart a Toronto.
Harrison va completar la seva llicenciatura en astronomia i física a la Universitat de Washington el 2006, abans d'un màster en ciències de la terra i el medi ambient a la Universitat Wesleyan el 2008. Harrison va completar el seu doctorat al Centre de Ciència Planetària i Exploració (CPSX) de la Universitat d'Ontario Occidental el 2016 mentre treballava sota la direcció de Gordon Osinski i Livio Tornabene. Mentre feia els seus estudis de postgrau, Harrison va treballar com a assistent de divulgació científica.

## Investigació
La investigació de Harrison és en geomorfologia marciana i anàlegs terrestres, espectroscòpia i glaciologia.

El 2008, Harrison es va convertir en Assistant Staff Scientist a Malin Space Science Systems, després de rebre una beca de la NASA. Va treballar a l'equip d'operacions científiques del Mars Reconnaissance Orbiter de la NASA. També va treballar per a Mars Color Imager, Mast Cameras i Mars Hand Lens Imager. Durant aquest temps, Harrison va treballar en la programació de fragments de ciència per a Norwescon. Entre 2010 i 2012, Harrison va treballar a The Planetary Society com a editora de la pàgina web. El 2011, Harrison va formar part de l'equip que va guanyar el premi a l'assoliment del grup de la NASA per al Mars Reconnaissance Orbiter. Va guanyar un segon el 2013 com a part de l'equip de Mast Cameras del Laboratori de Ciències de Mart.

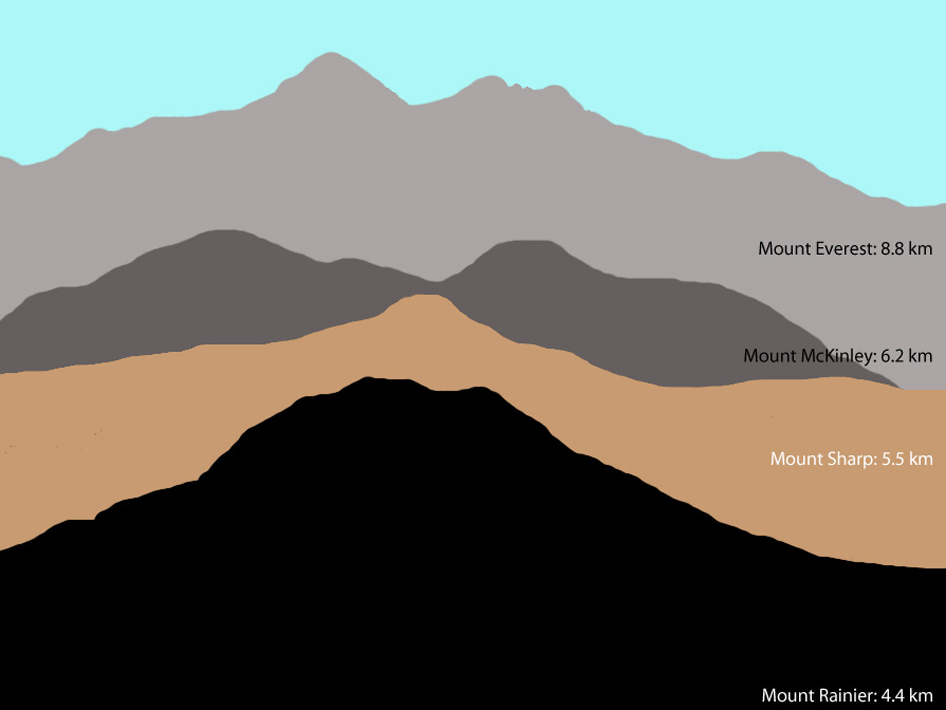
Mount Sharp dins del cràter Gale, Mart, creat per Tanya Harrison.

Harrison ha rebut la Beca Amelia Earhart de Zonta (atorgada dues vegades), la Beca de postgrau Vanier Canadà, i el Premi On to the Future de la Societat Geològica d'Amèrica, entre d'altres. Va treballar com a assistent de recerca al Centre de Ciència Planetària i Exploració de la Universitat d'Ontario Occidental.
El 2016, va guanyar el premi Paul Pellas-Ryder de la Societat Geològica d'Amèrica. Aquell any es va convertir en investigadora postdoctoral i directora de recerca de la Iniciativa NewSpace a la Universitat Estatal d'Arizona. Va treballar amb empreses espacials comercials (incloses Blue Origin i Bigelow Aerospace). Harrison ha citat la missió Mars Pathfinder de la NASA com una de les seves majors inspiracions. Va ser seleccionada per al programa Planet's Science Ambassadors pel seu treball sobre barrancs a l'illa Devon (Canadà), com a anàleg dels barrancs marcians.

## Compromís públic
El 2017, Harrison es va unir a un vol de científics per veure l'eclipsi solar total des d'un avió. També és fotògrafa professional. Harrison ha participat amb The Mars Society, National Space Society i Girl Scouts. Ha col·laborat amb New Scientist, Gizmodo, The Weather Network i Slate. Harrison ha parlat de les seves lluites contra l'assetjament als llocs de treball STEM. Apareix regularment com a divulgadora cientítica sobre astronomia.